# Masters de Hamburgo 2000
El Abierto de Hamburgo de 2000 fue un torneo de tenis jugado sobre tierra batida, que fue parte de las Masters Series. Tuvo lugar en Hamburgo, Alemania, desde el 15 de mayo hasta el 22 de mayo de 2000.

## Campeones

### Individuales
Gustavo Kuerten vence a  Marat Safin, 6–4, 5–7, 6–4, 5–7, 7–6(7–3)

### Dobles
Todd Woodbridge /  Mark Woodforde vencen a  Wayne Arthurs /  Sandon Stolle, 6–7(4–7), 6–4, 6–3